# Pompei (stacja kolejowa)
Pompei (wł: Stazione di Pompei) – stacja kolejowa w Pompejach, w regionie Kampania, we Włoszech. Znajdują się tu 2 perony. Według klasyfikacji Rete Ferroviaria Italiana posiada kategorię srebrną.